# 黄沙街镇
黄沙街镇，中华人民共和国湖南省岳阳市岳阳县下属的一个镇。

## 历史
- 中华民国时期，分属凌云、自强2乡。
- 1951年，组建黄沙街区。
- 1953年，置黄沙街镇。
- 1956年，改为黄沙街乡。
- 1958年，与黄秀乡、荆洲乡、大明乡合建黄沙街人民公社。
- 1961年，分为黄沙公社、黄秀公社、荆洲公社、大明公社。
- 1984年1月，改为黄沙街乡。
- 1984年6月，以黄沙街集镇为基础建黄沙街镇。
- 1995年3月，撤销区建制，黄秀乡、大明乡、黄沙街镇合并组建黄沙街镇。

## 行政区划
2008年，黄沙街镇下辖：
新绣社区、桃源社区、复兴社区、黄秀村、再茂村、坪中村、大联村、滨湖村、建设村、九源村、群乐村、大众村、福堂村、金光村、中乔村、双义村、黄金村、先锋村、青山村、杨源村、高塘村、存仁村、天然村、新堤村、玉华村、周冲村、疗山村、树德村、坪桥村、六合村、新华村、红卫村、友义村、新民村、光华村、和平村、余兰村、作新村和黄沙社区。